# A Piano Tale
A Piano Tale er en musikfilm fra 2003 instrueret af Benjamin Holmsteen efter eget manuskript.

## Handling
En spinkel kvindehånd nærmer sig et Steinwayflygels tangenter, slår en tone an, så flere. Forsigtigt, undersøgende. Et Mozart-tema vokser frem. Så ham: Som en tyr i en porcelænsbutik maser han sig frem til tangenterne og drukner hendes sarte toner i brusende jazzfraseringer. Men hun giver ikke op, kommer igen, tager udfordringen op. Efterhånden smelter deres musik sammen i et fælles tema ...